# Río Ñuble
Río Ñuble este un râu situată în regiunea Biobío, provincia Ñuble, Chile.